# Top 40 Tracks
Top 40 Tracks — музыкальный хит-парад США, ранее публиковавшийся журналом Billboard. Чарт появился в 1998 году, когда Billboard поменял ориентацию чарта Hot 100 Airplay на музыкальные стили R&B, кантри и рок (сократив таким образом количество поп-радиостанций, ротация на которых учитывалась при формировании чарта); для того, чтобы отражать данные о популярности мейнстримовых композиций появился новый чарт Top 40 Tracks. В марте 2005 года чарт был заменён на Pop 100 Airplay.